# Baza lotnicza Batajnica
Baza lotnicza Batajnica – baza lotnicza Serbskich Sił Powietrznych położona w miejscowości Batajnica, w Serbii.